# Kościół św. Józefa w Tarnowie
Kościół świętego Józefa w Tarnowie – kościół akademicki znajdujący się na terenie parafii Świętego Józefa i Matki Bożej Fatimskiej w Tarnowie (dekanat Tarnów Północ diecezji tarnowskiej).
Jest to świątynia wzniesiona około 1948 roku. Konsekrowana została w dniu 19 grudnia 1948 roku przez biskupa Jana Stepę. Kościół został zaprojektowany przez architekta Edwarda Okonię. W latach 1951–1960 świątynia pełniła funkcję kościoła parafialnego. Budowla nie jest orientowana. Powierzchnia kościoła to 182 metrów kwadratowych.